# 北川春成
北川 春成（きたがわ はるなり、生没年不詳）とは、江戸時代の京都の絵師。

## 来歴
師系・経歴不明。明渓と号す。京都の人で二条橋東に住む。速水春暁斎、合川珉和と共に『扁額軌範』（文政4年）の挿絵を描いたことが知られる。門人に北川春政がいる。